# Strada europea E532
La strada europea E532 è una strada europea che collega Memmingen a Füssen. Come si evince dalla numerazione, si tratta di una strada di classe B posta nell'area delimitata a nord dalla E50, a sud dalla E60, ad ovest dalla E35 e ad est dalla E45.

## Percorso
La E532 è definita con i seguenti capisaldi di itinerario: "Memmingen - Füssen".